# Liste der Baudenkmäler in Bodenwöhr

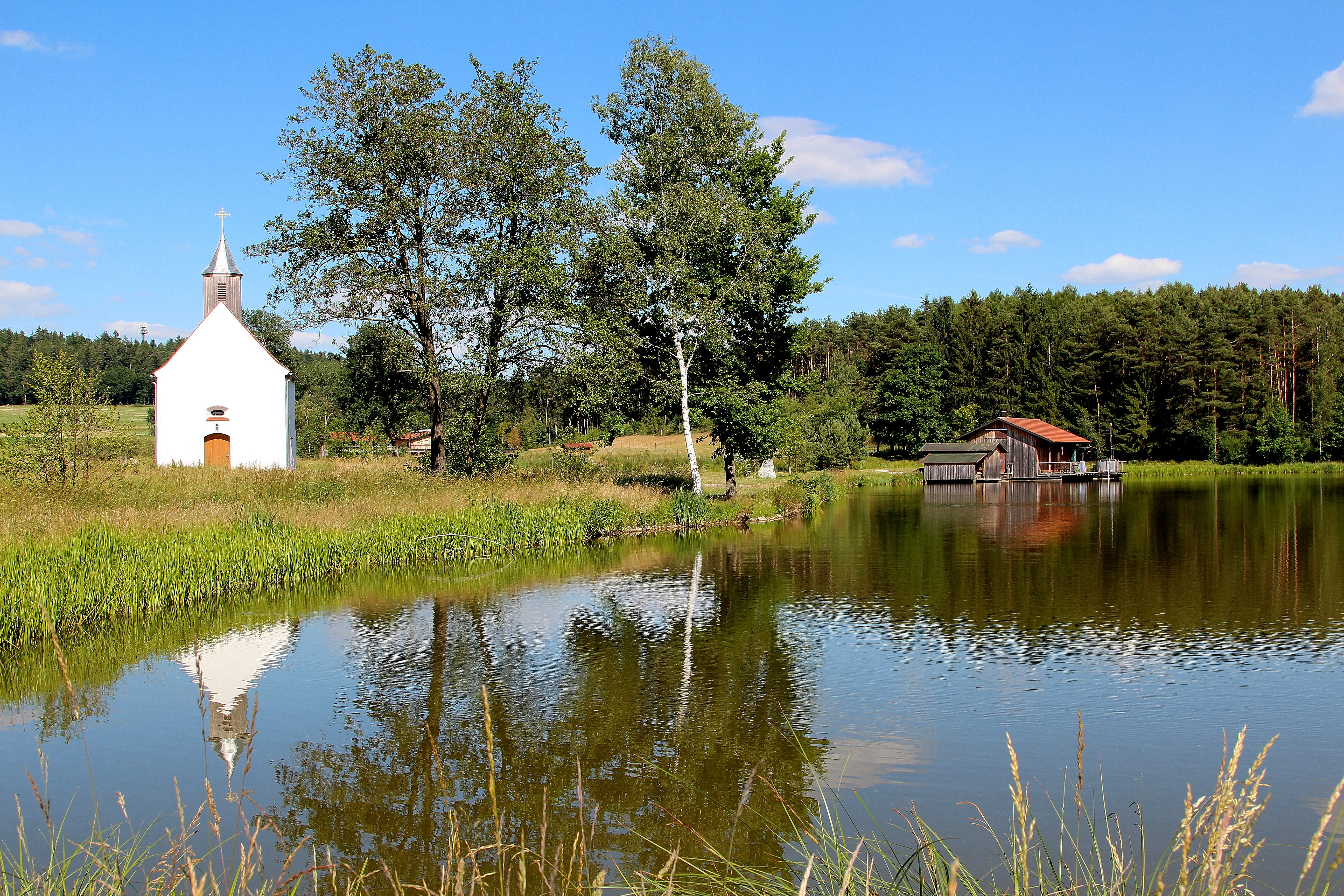
St. Koloman in Warmersdorf

Auf dieser Seite sind die Baudenkmäler in der Oberpfälzer Gemeinde Bodenwöhr zusammengestellt. Diese Tabelle ist eine Teilliste der Liste der Baudenkmäler in Bayern. Grundlage ist die Bayerische Denkmalliste, die auf Basis des Bayerischen Denkmalschutzgesetzes vom 1. Oktober 1973 erstmals erstellt wurde und seither durch das Bayerische Landesamt für Denkmalpflege geführt wird. Die folgenden Angaben ersetzen nicht die rechtsverbindliche Auskunft der Denkmalschutzbehörde.

## Baudenkmäler nach Ortsteilen

### Bodenwöhr
| Lage                                              | Objekt                                                                                 | Beschreibung | Akten-Nr.              | Bild                                                                                   |
| ------------------------------------------------- | -------------------------------------------------------------------------------------- | --- | ---------------------- | -------------------------------------------------------------------------------------- |
| Am Kaltenbach 7, 9, 11, 13 (Standort)             | Zwei Arbeiterwohnhäuser der Bayerischen Hütten- und Salinenwerke                       | Zweigeschossige und überwiegend verputzte Rohziegelbauten mit auskragenden Satteldächern, hohem Quadersteinsockel und Ziegelsteinzierformen, 1898; Nebengebäude, sieben kleine, teils verbretterte Ziegelbauten mit Satteldächern, wohl 1898. | D-3-76-116-1 Wikidata  | Zwei Arbeiterwohnhäuser der Bayerischen Hütten- und Salinenwerke                       |
| Distrikt Postlohe, am Hain (Standort)             | Gedenkstein zur Erinnerung an die bayerische Verfassungsgebung von 1818                | Oktogonaler Schaft über quadratischem Sockel, mit Lisenen- und Gesimsgliederung und Zeltdachbekrönung, Sandstein, errichtet 1843. | D-3-76-116-12 Wikidata | Gedenkstein zur Erinnerung an die bayerische Verfassungsgebung von 1818                |
| Hauptstraße 24 (Standort)                         | Ehemaliges Wohnhaus der Bayerischen Hütten- und Salinenwerke                           | Zweigeschossiger Walmdachbau mit Gesims- und Putzgliederung, um 1835, Umbau 1903. | D-3-76-116-2 Wikidata  | Ehemaliges Wohnhaus der Bayerischen Hütten- und Salinenwerke                           |
| Kirchweg 2 (Standort)                             | Katholische Pfarrkirche St. Barbara                                                    | Dreischiffige, sandsteinverkleidete Basilika mit flachgedecktem Langhaus und eingezogenem Rundchor, westlicher Flankenturm mit Zwiebelhaube, in streng romanisierenden Formen, von Hans Beckers, 1948–50; mit Ausstattung.                    | D-3-76-116-32 Wikidata | weitere Bilder                                                                         |
| Ludwigsheide 5 (Standort)                         | Ehemaliges Forstdienstgebäude                                                          | Zweigeschossiger Satteldachbau mit Quergiebel und holzverbrettertem Obergeschoss mit gesägter Brettornamentik, bezeichnet mit „1911“. | D-3-76-116-3 Wikidata  | Ehemaliges Forstdienstgebäude                                                          |
| Ludwigsheide 8 (Standort)                         | Wohnhaus                                                                               | Zweigeschossiger und verputzter Massivbau mit auskragendem Schopfwalmdach und Zwerchhausrisalit, Fenster mit Sandsteingewände, in neubarockem Villenstil, um 1910.                                                                            | D-3-76-116-4 Wikidata  | Wohnhaus                                                                               |
| Ludwigsheide 11 (Standort)                        | Ehemaliges Forstamtsgebäude                                                            | Zweigeschossiger und verputzter Walmdachbau über hohem Quadersteinsockel, Fenster- und Portalgewände aus Sandstein, wohl vor 1874. | D-3-76-116-5 Wikidata  | Ehemaliges Forstamtsgebäude                                                            |
| Ludwigsheide 19 (Standort)                        | Einstellhalle des Forstbetriebs Bodenwöhr                                              | Eingeschossiger Werkstattbau mit Büro, segmentbogigen Toreinfahrten und Walmdach mit Gaubenband, späthistoristisch, um 1915. | D-3-76-116-33          | weitere Bilder                                                                         |
| Neunburger Straße 1, 3 (Standort)                 | Ehemaliges Feingussmagazin mit Arbeiterwohnungen, zwischen 1913 und 1990 Feuerwehrhaus | Sandsteinmauerwerksbau, eingeschossiger Satteldachbau, flankiert von zweigeschossigen Walmdachbauten, mit Eckquadern, Gurtgesimsen und bossierten Sandsteingewänden, 1831.                                                                    | D-3-76-116-6 Wikidata  | Ehemaliges Feingussmagazin mit Arbeiterwohnungen, zwischen 1913 und 1990 Feuerwehrhaus |
| Neunburger Straße 6; Nähe Rathausplatz (Standort) | Magazinbau des früheren Eisenwerks                                                     | Lang gestreckter, zweigeschossiger Sandsteinmauerwerksbau mit Gesimsgliederung, Eckquader und Fensterfaschen in Sandstein, 1840, Obergeschoss jünger.                                                                                         | D-3-76-116-10 Wikidata | Magazinbau des früheren Eisenwerks                                                     |
| Neunburger Straße 45 (Standort)                   | Evangelisch-lutherische Kirche                                                         | Gotisierender Steilsatteldachbau mit gerade geschlossenem, nicht eingezogenem Chorbereich, Fassadenturm mit Zwiebelhaube, Fenster mit bossiertem Sandsteingewände, um 1930.                                                                   | D-3-76-116-8 Wikidata  | weitere Bilder                                                                         |
| Rathausplatz 2 (Standort)                         | Ehemaliges Metzgereigasthaus                                                           | lang gestreckter zweigeschossiger Walmdachbau, um 1860, im Kern älter. | D-3-76-116-34 Wikidata | Ehemaliges Metzgereigasthaus                                                           |
| Schwandorfer Straße 20 (Standort)                 | Alte Schule, heute Rathaus                                                             | Zweigeschossiger Massivbau mit vorspringender Fassadenhälfte und überkragendem Walmdach, Eingangsrisalit mit Rundbogenportal, Putzfassade mit Sandsteinelementen, 1910.                                                                       | D-3-76-116-11 Wikidata | Alte Schule, heute Rathaus                                                             |

### Altenschwand
| Lage                                                 | Objekt                                | Beschreibung | Akten-Nr.              | Bild           |
| ---------------------------------------------------- | ------------------------------------- | --- | ---------------------- | -------------- |
| Distrikt Ziegenholz; Kr SAD 18; Wirtsholz (Standort) | Heiligenfigur                         | Holzskulptur des sitzenden Schmerzensmannes, farbig gefasst; Eisen-Opferstock, kleiner verputzter Pfeiler mit Giebelbekrönung und Eisengittertür; wohl 18. Jahrhundert; beide in Wegkapelle von 1953, westlich der Straße nach Hofenstetten. | D-3-76-116-15 Wikidata | BW             |
| Kirchgasse 6 (Standort)                              | Katholische Filialkirche St. Nikolaus | Verputzter Satteldachbau mit gerade geschlossenem Chor und Spitzbogenfenstern, Langhaus romanisch, Chor gotisch, Giebelreiter mit Zwiebelhaube, 18. Jahrhundert; mit Ausstattung.                                                            | D-3-76-116-13 Wikidata | weitere Bilder |
| St.-Nikolaus-Weg 8 (Standort)                        | Wohnstallhaus                         | Erdgeschossiger und verputzter Satteldachbau mit Stichbogenfenstern, erste Hälfte 19. Jahrhundert. | D-3-76-116-17 Wikidata | Wohnstallhaus  |

### Blechhammer
| Lage                       | Objekt                              | Beschreibung | Akten-Nr.              | Bild                          |
| -------------------------- | ----------------------------------- | --- | ---------------------- | ----------------------------- |
| Forststraße 2 (Standort)   | Ehemaliges Forstdienstgebäude       | Zweigeschossiger und verputzter Halbwalmdachbau mit Zwerchhaus und Sandsteinzierformen, um 1910. | D-3-76-116-18 Wikidata | Ehemaliges Forstdienstgebäude |
| Taucherstraße 9 (Standort) | Kapelle, sogenannte Taucher-Kapelle | Neugotischer, verputzter Satteldachbau mit eingezogenem Polygonalchor und Bogenfries, Fassadenturm mit stichbogigem Eingangsportal und blechverkleidetem Obergeschoss und Spitzhelm, Ende 19. Jahrhundert; mit Ausstattung. | D-3-76-116-19 Wikidata | weitere Bilder                |

### Buch
| Lage                                | Objekt      | Beschreibung | Akten-Nr.              | Bild           |
| ----------------------------------- | ----------- | --- | ---------------------- | -------------- |
| Windmaiser Gemeindeäcker (Standort) | Feldkapelle | Ende 18. Jahrhundert; an der Straße nach Windmais unter der sogenannten 1000-jährigen Linde: Die alte Kapelle wurde abgerissen und eine neue Kapelle gebaut, die 2006 geweiht wurde. | D-3-76-116-20 Wikidata | weitere Bilder |

### Neuenschwand
| Lage                                                                                             | Objekt                                   | Beschreibung | Akten-Nr.              | Bild           |
| ------------------------------------------------------------------------------------------------ | ---------------------------------------- | --- | ---------------------- | -------------- |
| Oberdorfer Felder, 350 Meter östlich von Neuenschwand, an der Bundesstraße nach Bruck (Standort) | Feldkapelle                              | Kleiner verputzter Satteldachbau mit rundbogigem Eingangsportal, 19. Jahrhundert. | D-3-76-116-22 Wikidata | Feldkapelle    |
| Pfarrweg 11 (Standort)                                                                           | Katholische Pfarrkirche St. Bartholomäus | Flachgedeckte Saalkirche mit eingezogenem Polygonalchor, südlich des Langhauses viergeschossiger Turm mit Spitzhelm, Gesims- und Lisenengliederung, 18. Jahrhundert, im späten 19. Jahrhundert erneuert; mit Ausstattung. | D-3-76-116-21 Wikidata | weitere Bilder |

### Pingarten
| Lage                          | Objekt                  | Beschreibung | Akten-Nr.              | Bild                    |
| ----------------------------- | ----------------------- | --- | ---------------------- | ----------------------- |
| Obere Dorfstraße 1 (Standort) | Wohnstallhaus           | Stattlicher zweigeschossiger Walmdachbau, im Kern 18. Jahrhundert, später aufgestockt, Putzgliederung bezeichnet mit „1933“. | D-3-76-116-25 Wikidata | Wohnstallhaus           |
| Obere Dorfstraße 7 (Standort) | Dorfkapelle             | Satteldachbau mit eingezogenem Rundchor, Glockengiebel und reicher Putzgliederung, bezeichnet mit „1897“.                    | D-3-76-116-23 Wikidata | Dorfkapelle             |
| Obere Dorfstraße 8 (Standort) | Ehemaliges Stallgebäude | Erdgeschossiger Natursteinmauerwerksbau mit Satteldach und teils verputzten Giebelfeldern aus Ziegelstein, um 1928.          | D-3-76-116-24 Wikidata | Ehemaliges Stallgebäude |

### Taxöldern
| Lage                                                                                                 | Objekt                                                                  | Beschreibung | Akten-Nr.              | Bild                        |
| --- | ----------------------------------------------------------------------- | --- | ---------------------- | --------------------------- |
| Distrikt Brand, 600 Meter vor dem westlichen Ortseingang, an der Straße nach Altenschwand (Standort) | Gedenkstein                                                             | Quadratischer Granitpfeiler mit Sockel und gusseiserner Inschriftentafel und Kreuz, 1857. | D-3-76-116-30 Wikidata | BW                          |
| Hirschbergweg 8 (Standort)                                                                           | Ehemaliges Forstmeisterhaus                                             | Zweigeschossiges Giebelhaus mit Putzgliederung, im Kern gotisch, 1759 aufgestockt. | D-3-76-116-27 Wikidata | Ehemaliges Forstmeisterhaus |
| Hirschbergweg 15 (Standort)                                                                          | Rundbogiges Türgewände                                                  | Mauer- und Gewölbeteile des 1904 abgebrochenen pfalzgräflichen Jagdschlosses von 1543; in Wohnhausneubau integriert. | D-3-76-116-29 Wikidata | BW                          |
| Hirschbergweg 17 (Standort)                                                                          | Katholische Filialkirche St. Johannes Baptist, ehemalige Schlosskapelle | Chorturmkirche mit einfacher Putzgliederung, Turm mit Zwiebelhaube, im Kern mittelalterlich, Langhaus und Turmhaube 18. Jahrhundert; mit Ausstattung; Kirchhofmauer, teils verputztes Bruchsteinmauerwerk mit Steinbogenportal, wohl 17. Jahrhundert. | D-3-76-116-28 Wikidata | weitere Bilder              |
| Nähe Hirschbergweg (Standort)                                                                        | Zugehöriger Backofen                                                    | Kleiner verputzter Massivbau mit Satteldach und Rundbogennische, Mitte 19. Jahrhundert. | D-3-76-116-26 Wikidata | Zugehöriger Backofen        |

### Warmersdorf
| Lage                         | Objekt                                   | Beschreibung | Akten-Nr.              | Bild           |
| ---------------------------- | ---------------------------------------- | --- | ---------------------- | -------------- |
| St.-Koloman-Weg 7 (Standort) | Katholische Wallfahrtskirche St. Koloman | Verputzter Bruchsteinmauerwerksbau mit Satteldach und verbrettertem Dachreiter mit Pyramidendach, gotischer Rechteckchor mit Sterngewölbe, 15./16. Jahrhundert, Langhaus barock; mit Ausstattung. | D-3-76-116-31 Wikidata | weitere Bilder |

## Ehemalige Baudenkmäler
In diesem Abschnitt sind Objekte aufgeführt, die noch existieren und früher einmal in der Denkmalliste eingetragen waren, jetzt aber nicht mehr.

| Lage                                            | Objekt                             | Beschreibung | Akten-Nr.              | Bild                               |
| ----------------------------------------------- | ---------------------------------- | --- | ---------------------- | ---------------------------------- |
| Bodenwöhr Nähe Taucherstraße (Standort)         | Figur des hl. Johannes von Nepomuk | Farbig gefasste Holzskulptur, 2. Hälfte 18. Jahrhundert; in neuem Bildstock von 2006, am Auslauf des Hammerweihers. | D-3-76-116-9 Wikidata  | Figur des hl. Johannes von Nepomuk |
| Altenschwand An der Straße nach Hofenstetten () | Gedenksäule                        | Bezeichnet mit „1888“; im Wald zwischen der früheren und jetzigen Straße nach Hofenstetten.                         | D-3-76-116-14 Wikidata |                                    |
| Altenschwand Haus Nummer 25 (Standort)          | Ehemaliges Wohnstallhaus           | Bezeichnet mit „1833“, Satteldachbau.                                                                               | D-3-76-116-16 Wikidata | BW                                 |